# جئو سائیزسکو
جئو سائیزسکو (رومانیایی: Geo Saizescu؛ ‏ ۱۴ نوامبر ۱۹۳۲ – ۲۳ سپتامبر ۲۰۱۳) بازیگر و کارگردان فیلم اهل رومانی بود.

## گزیده فیلم‌شناسی
از فیلم‌هایی که وی در آن‌ها نقش داشته‌است، می‌توان به امشب در خانه خواهیم رقصید، حق‌السکوت، پاکالا، بمبی دزدیده شد و راز باخوس اشاره نمود.